# 廣告風雲
《广告风云》是由上海娱果文化传播有限公司出品的中国商战题材都市职业剧，由林峯、馬德鐘、唐嫣及陈燃领衔主演，香港导演叶昭仪执导，该剧以广告公司职员的职场生活为切入点，讲述了广告公司之间的商战斗争。
本剧于2010年9月27日举行新闻发布会，11月16日在上海正式开机拍摄，至次年1月13日杀青关机。2011年11月17日，本剧在重庆电视台娱乐频道全国首播，但仅播完首日的两集后便由于不明原因而停播。直到两年后的2013年10月5日左右，重庆北碚电视台综合频道才完整开播该剧。至于省级地面频道的播出则迟至2014年2月4日，于吉林电视台都市频道正式播出。

## 播出時間
- 2013年10月5日，重庆北碚综合频道
- 2014年1月27日，湖南张家界娱乐频道
- 2014年2月4日，吉林都市频道 首播剧场

## 演員表

### 力天廣告公司
| 演員   | 來自 | 配音   | 香港配音 | 角色   | 身份/關係/暱稱                                                                                 | 年齡 |
| 馬德鐘 | 香港 | 夏 磊  | 羅鈞滿   | 劉創奇 | Jacky 力天廣告公司總經理 龍天爵、阮心麗、關志升之上司 周蓮莉之前夫 龐若琳之男友                | 38歲 |
| 林 峯  | 香港 | 卢 琨  | 周志文   | 龍天爵 | Sky 力天廣告公司創意總監 劉創奇之下屬，阮心麗、關志升之同事 阮心麗之男友                       | 28歲 |
| 唐 嫣  | 內地 | 洪海天 |          | 阮心麗 | Annie 力天廣告公司品牌總監，後轉投意威廣告公司 劉創奇之下屬，龍天爵、關志升之同事 龍天爵之女友 | 26歲 |
| 遲 帥  | 內地 | 遲 帥  |          | 關志升 | 力天廣告公司執行總監 劉創奇之下屬，龍天爵、阮心麗之同事                                        | 32歲 |

### 意威廣告公司
| 演員  | 來自 | 配音   | 香港配音員 | 角色   | 身份/關係/暱稱                                            | 年齡 |
| 陳 燃 | 內地 | 冯骏骅 |            | 周蓮莉 | 意威廣告公司總經理 歐陽樂之上司 劉創奇之前妻 龐若琳之情敵 | 32歲 |
| 袁 弘 | 內地 | 袁 弘  |            | 歐陽樂 | 意威廣告公司創意總監 周蓮莉之下屬 暗戀周蓮莉 阮心麗之好友 |      |

### 其他演員
| 演員   | 來自 | 配音   | 香港配音員 | 角色   | 身份/關係/暱稱                   | 年齡 |
| 朱 璇  | 內地 | 杨梦露 |            | 龐若琳 | 製作人 劉創奇之女友 周蓮莉之情敵 |      |
| 楊婷婷 | 內地 |        |            | 安 琪  | 模特 暗戀龍天爵                  |      |